# Ignaz Heinrich von Wessenberg

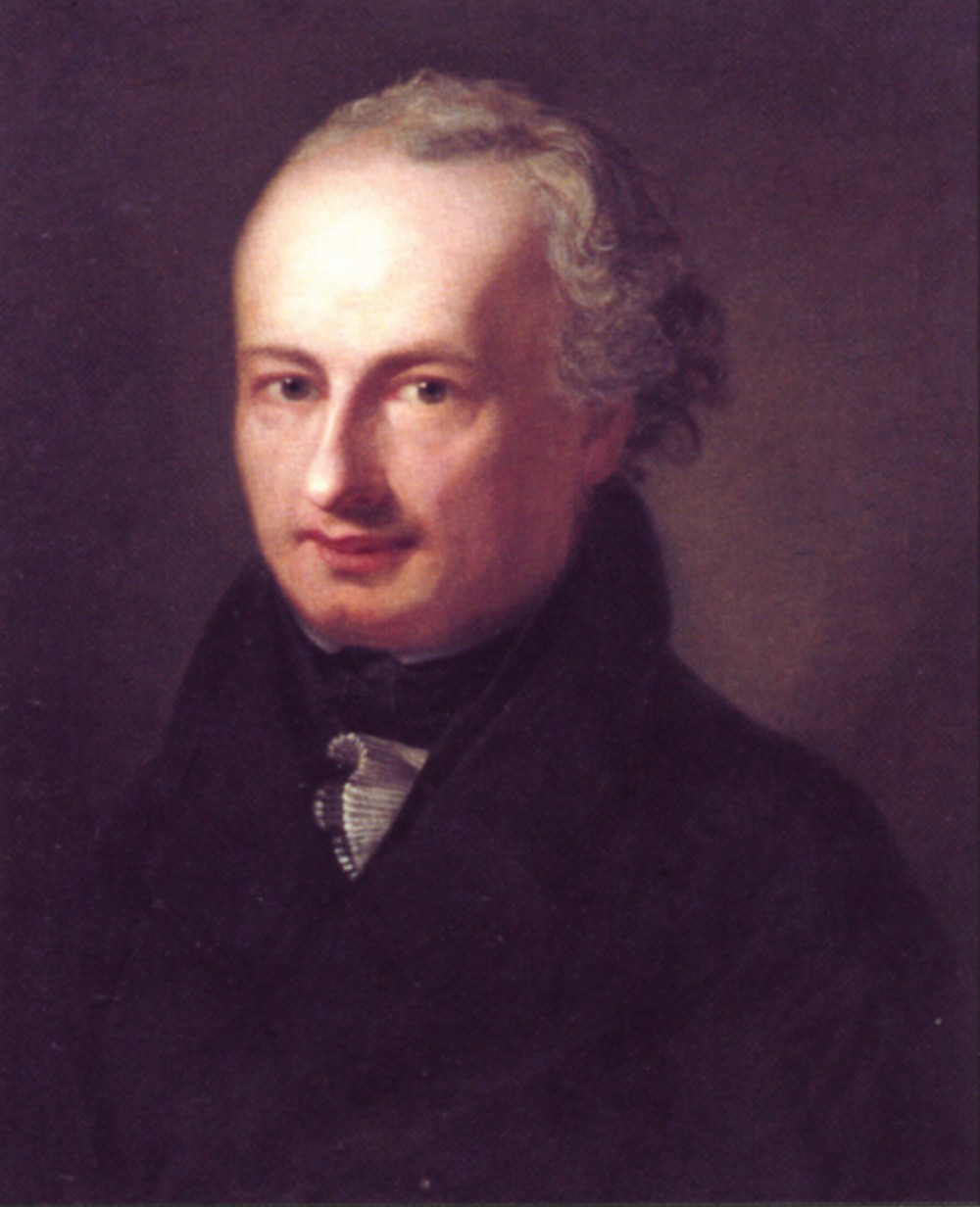
Ignaz Heinrich von Wessenberg

Ignaz Heinrich von Wessenberg (ur. 1774, zm. 1860) – wikariusz generalny i administrator diecezji Konstancji, w okresie swojej pracy na stanowiskach zwierzchniczych prezentował poglądy wskazujące na konieczność przywrócenia episkopalnego, opartego na Kościołach krajowych, ustroju Kościoła, i w jego ramach do gruntownej reformy życia duchowego i liturgicznego. Swoje poglądy przedstawił na kongresie wiedeńskim w 1815 r., na którym opowiedział się za państwowo–prawnym równouprawnieniem wszystkich wyznań oraz za utworzeniem niemieckiego Katolickiego Kościoła narodowego, który – nie zrywając z Rzymem – winien pozostawać pod rządami swego własnego prymasa. Plan ten nie został zrealizowany ze względu na opór Rzymu i książąt niemieckich.
Większe efekty von Wessenberg osiągnął w zakresie reform kościelnych w diecezji Konstancji, którą kierował. Przede wszystkim usiłował podnieść poziom wykształcenia księży w seminariach duchownych i rozbudować system stałego dokształcania kleru poprzez konferencje, kółka czytelnicze, kursy kaznodziejskie itp. Zakazywał m.in. odmawiania różańca podczas mszy, wydał niemiecki śpiewnik kościelny i rytuał, wprowadził język krajowy do ceremonii udzielania sakramentów oraz do pewnych części mszy, ograniczył liczne pielgrzymki, procesje błagalne, poświęcenia i błogosławieństwa, występował przeciwko zbyt częstej spowiedzi i przesadnemu kultowi maryjnemu. Duchowieństwu swemu przedstawił perspektywę zniesienia przymusowego celibatu i opowiadał się za organizowaniem synodów.
Aby zapobiec rozprzestrzenianiu się jego reform, w 1815 roku odłączono tereny szwajcarskie od diecezji Konstancji, a w 1821 roku – po 1200 latach istnienia – zniesiono samą diecezję Konstancji. W 1827 r. von Wessenberg wycofał się z czynnej pracy i aż do śmierci poświęcił się badaniom naukowym oraz prowadzonej na skalę światową działalności charytatywnej.